# Christian Skovgaard
Christian John Skovgaard (* 1. August 1989) ist ein dänischer Badmintonspieler. Er ist der Sohn von Anne Skovgaard und Steen Skovgaard, beides ebenfalls erfolgreiche Badmintonspieler, und der Bruder von Handballspielerin Michelle Skovgaard.

## Karriere
Christian Skovgaard gewann 2007 Bronze bei der Junioreneuropameisterschaft im Herrendoppel. 2007 siegte er bei den Cyprus International, 2008 bei den Czech International und den Hungarian International. Bei den Dutch International wurde er sowohl 2009 und 2010 Zweiter im Mixed. Ins Achtelfinale schaffte er es bei der All England Super Series 2009.

## Sportliche Erfolge
| Saison | Veranstaltung               | Disziplin    | Platz | Name                                         |
| ------ | --------------------------- | ------------ | ----- | -------------------------------------------- |
| 2007   | Junioreneuropameisterschaft | Herrendoppel | 3     | Christian Skovgaard / Christian Larsen       |
| 2007   | Cyprus International        | Herrendoppel | 1     | Christian Skovgaard / Christian Larsen       |
| 2008   | Czech International         | Herrendoppel | 1     | Christian Skovgaard / Kasper Faust Henriksen |
| 2008   | Hungarian International     | Herrendoppel | 1     | Christian Skovgaard / Kasper Henriksen       |
| 2009   | Dutch International         | Mixed        | 2     | Christian Skovgaard / Anne Skelbæk           |
| 2009   | Czech International         | Herrendoppel | 2     | Mikkel Elbjørn / Christian Skovgaard         |
| 2010   | Dutch International         | Herrendoppel | 2     | Mikkel Elbjørn / Christian Skovgaard         |
| 2010   | Dutch International         | Mixed        | 2     | Christian Skovgaard / Julie Houmann          |
| 2012   | Denmark International       | Herrendoppel | 1     | Mads Pieler Kolding / Christian Skovgaard    |